# Грінсборо (Пенсільванія)
Грінсборо (англ. Greensboro) — місто (англ. borough) в США, в окрузі Грін штату Пенсільванія. Населення — 264 особи (2020).

## Географія
Грінсборо розташоване за координатами 39°47′32″ пн. ш. 79°54′47″ зх. д. / 39.79222° пн. ш. 79.91306° зх. д. (39.792124, -79.913032).  За даними Бюро перепису населення США в 2010 році місто мало площу 0,38 км², з яких 0,28 км² — суходіл та 0,10 км² — водойми.

## Демографія
Згідно з переписом 2010 року, у селищі мешкало 260 осіб у 110 домогосподарствах у складі 67 родин. Густота населення становила 686 осіб/км².  Було 130 помешкань (343/км²).
Расовий склад населення:
| - 95,0 % — білих - 1,5 % — чорних або афроамериканців - 0,4 % — корінних американців |

До двох чи більше рас належало 2,3 %. Частка іспаномовних становила 1,2 % від усіх жителів.
За віковим діапазоном населення розподілялося таким чином: 23,5 % — особи молодші 18 років, 61,9 % — особи у віці 18—64 років, 14,6 % — особи у віці 65 років та старші. Медіана віку мешканця становила 41,0 року. На 100 осіб жіночої статі у селищі припадало 78,1 чоловіків;  на 100 жінок у віці від 18 років та старших — 77,7 чоловіків також старших 18 років.
Середній дохід на одне домашнє господарство  становив 57 678 доларів США (медіана — 47 083), а середній дохід на одну сім'ю — 75 822 долари (медіана — 67 083). За межею бідності перебувало 11,8 % осіб, у тому числі 2,2 % дітей у віці до 18 років та 10,5 % осіб у віці 65 років та старших.
Цивільне працевлаштоване населення становило 96 осіб. Основні галузі зайнятості: освіта, охорона здоров'я та соціальна допомога — 28,1 %, сільське господарство, лісництво, риболовля — 12,5 %, роздрібна торгівля — 11,5 %.